# 弘中邦佳
弘中 邦佳（ひろなか くによし、1976年6月17日 - ）は、日本の男性総合格闘家。山口県岩国市出身。マスタージャパン代表。元修斗世界ライト級王者。元CAGE FORCEライト級王者。

## 来歴
10歳から柔道を始め、鹿屋体育大学卒業後は自衛隊体育学校に入隊し、全日本実業団柔道大会で全国ベスト8の成績を残した。
2001年7月29日、第1回東日本アマチュア修斗選手権のミドル級（-76kg）に出場。決勝で菊地昭に判定負けし、準優勝となった。同年9月24日、第8回全日本アマチュア修斗選手権のミドル級トーナメントに出場。またもや決勝で菊地に敗退し、準優勝となった。
2001年10月23日、プロ修斗デビュー。
2002年11月15日、修斗で徳岡靖之に判定勝ちし、ミドル級新人王を獲得した。
2002年12月4日、修斗でニック・ディアスと対戦し、判定勝ち。
2003年2月6日、修斗のメインイベントでジョン・レンケンと対戦予定であったが、レンケンが前日計量で76kg契約を4kgオーバーし、当日体調不良を原因に試合がキャンセルされた。
2004年は、怪我のため総合格闘技の試合に長期間出場できないことから、ブラジル・サンパウロにてブラジリアン柔術の修行を積む。柔術世界王者フェルナンド・テレレに師事し、道場にて当時まだ茶帯であったアンドレ・ガウヴァオンをはじめとするトップ柔術家達とトレーニングに励んだ。滞在中にはリオで開催された世界柔術選手権に出場し、無差別級でベスト8の戦績を残す。
2004年11月28日、COPA reversal 2004で青木真也と柔術マッチで対戦し、跳びつき腕ひしぎ十字固めで一本負け。フィニッシュの腕ひしぎ十字固めで肘を脱臼した。
2005年11月6日、修斗で青木真也と再戦するも、青木に下からの三角絞めで固められ、鉄槌で左眉付近をカットし、TKO負け。
2006年4月21日、ハワイで開催されたRumble on the Rockでヘナート・ヴェリッシモと対戦し、パウンドでTKO勝ち。
2006年5月26日、ロサンゼルスで開催されたグラップリング大会「LA SUB X」でジャン・ジャック・マチャドと対戦し、ポイント判定勝ち。日本人として、唯一ジャン・ジャック・マチャドから勝利を挙げた。

### UFC
2006年10月14日、UFC初出場となったUFC 64でジョン・フィッチと対戦し、判定負け。
2007年4月5日、UFC Fight Night: Stevenson vs. Guillardでフォレスト・ペッツと対戦し、3-0の判定によりUFC初勝利を挙げた。
2007年9月19日、UFC Fight Night: Thomas vs. Florianでチアゴ・アウベスと対戦し、TKO負け。
2008年4月19日、UFC 83でジョナサン・グレと対戦し、TKO負け。ファイト・オブ・ザ・ナイトを受賞した。

### DREAM
2008年7月21日、DREAM初出場となったDREAM.5で宮澤元樹と対戦し、宮澤の出血によるドクターストップで1RTKO勝ち。
2008年8月3日、和術慧舟會山口支部主催「グラップリングトーナメント2008 強者III」85kg以下級および無差別級に出場し、どちらも優勝を果たした。
2008年9月23日、DREAM.6で憧れの選手であったという桜井"マッハ"速人と対戦し、3R判定負け。
2009年4月25日、ライト級転向初戦となるCAGE FORCE 10でマーカス・ドナヒューと対戦予定だったが、ドナヒューの体重超過で試合は中止となり、失格勝ちとなった。ライト級への階級変更のため、17kgの減量を行っていた。
2009年5月24日、ZST初出場となったZST.20で小谷直之と対戦し、変形ネックロックで一本勝ちを収めた。
2009年9月、自らが代表を務める格闘技ジム「マスタージャパン」を東京・水道橋にオープン。
2009年9月12日、CAGE FORCEで行われたCAGE FORCEライト級王座決定戦で児山佳宏と対戦し、左フックでKO勝ちを収め王座獲得に成功した。
2009年10月25日、DREAM.12でパーキーと対戦。1R終了時にパーキーが左目の視界不良を訴えタオルを投入し、TKO勝ちとなった。
2010年2月13日、初参戦となったシュートボクシングで黒木信一郎と対戦し、KO勝ちを収めた。
2010年3月22日、DREAM.13で菊野克紀と対戦し、右フックでKO負けを喫した。
2010年10月3日、初出場となったパンクラスのメインイベントで北岡悟と対戦し、フロントチョークで一本負けを喫した。
2010年11月21日、地元・山口県で開催されたDEMOLITION WEST II in YAMAGUCHIのメインイベントで西方清信と対戦し、チョークスリーパーで一本勝ちを収めた。
2011年2月19日、2度目の参戦となったシュートボクシング「SHOOT BOXING 2011 act.1 -SB166-」で元プロボクシング日本ミドル級王者鈴木悟と対戦し、1Rに右フックで2度目のダウンを奪われたところでレフェリーストップによるTKO負けを喫した。
2011年4月29日、修斗で中蔵隆志と対戦し、2-0の判定勝ち。試合後「今日は引退を掛けて戦った」と告白し号泣した。
2011年7月18日、修斗世界ウェルター級（-70kg）王座決定戦で朴光哲と対戦し、終始グラウンドでコントロールし、3-0の判定勝ちを収め王座獲得に成功した。
2012年5月18日、修斗世界ウェルター級タイトルマッチで挑戦者のジョヴァニ・ジニスと対戦し、パウンドでKO勝ちを収め初防衛に成功した。
2012年12月24日、VTJ 1stでカーロ・プラターと対戦し、3-0の判定勝ちを収めた。
2013年9月29日、修斗世界ウェルター級タイトルマッチで挑戦者の児山佳宏と対戦し、腕ひしぎ十字固めで一本勝ちを収め2度目の防衛に成功した。
2013年11月16日、シュートボクシングでボーウィー・ソーウドムソンと対戦し、右ストレートでKO勝ちを収めた。
2014年3月30日、PANCRASE 257でライト級キング・オブ・パンクラシストのISAOと対戦し、3RTKO負け。
2015年11月29日、修斗世界ウェルター級王座を返上。

## 戦績

### プロ総合格闘技
| 総合格闘技 戦績 | 総合格闘技 戦績 | 総合格闘技 戦績 | 総合格闘技 戦績 | 総合格闘技 戦績 | 総合格闘技 戦績 | 総合格闘技 戦績 |
| --------------- | --------------- | --------------- | --------------- | --------------- | --------------- | --------------- |
| 33 試合         | (T)KO           | 一本            | 判定            | その他          | 引き分け        | 無効試合        |
| 24 勝           | 7               | 8               | 8               | 1               | 0               | 0               |
| 9 敗            | 6               | 1               | 2               | 0               | 0               | 0               |

| 勝敗 | 対戦相手               | 試合結果                                  | 大会名                                                         | 開催年月日     |
| ○    | キム・ドンヒョン       | 2R 2:33 肩固め                            | VTJ 6th                                                        | 2014年10月4日  |
| ×    | ISAO                   | 3R 3:58 TKO（サッカーボールキック）       | PANCRASE 257                                                   | 2014年3月30日  |
| ○    | 児山佳宏               | 4R 3:42 腕ひしぎ十字固め                  | 修斗 2013年第4戦 【修斗世界ウェルター級タイトルマッチ】        | 2013年9月29日  |
| ○    | カーロ・プラター       | 5分3R終了 判定3-0                         | VTJ 1st                                                        | 2012年12月24日 |
| ○    | ジョヴァニ・ジニス     | 1R 4:05 KO（パウンド）                    | 修斗 【修斗世界ウェルター級タイトルマッチ】                    | 2012年5月18日  |
| ○    | 朴光哲                 | 5分3R終了 判定3-0                         | 修斗 SHOOTOR'S LEGACY 03 【修斗世界ウェルター級王座決定戦】    | 2011年7月18日  |
| ○    | 中蔵隆志               | 5分3R終了 判定2-0                         | 修斗伝承 2011                                                  | 2011年4月29日  |
| ○    | 西方清信               | 1R 1:52 チョークスリーパー                | DEMOLITION WEST II in YAMAGUCHI                                | 2010年11月21日 |
| ×    | 北岡悟                 | 2R 4:22 フロントチョーク                  | パンクラス PANCRASE 2010 PASSION TOUR                          | 2010年10月3日  |
| ×    | 菊野克紀               | 1R 1:26 KO（右フック）                    | DREAM.13                                                       | 2010年3月22日  |
| ○    | パーキー               | 1R終了時 TKO（タオル投入：左目負傷）      | DREAM.12                                                       | 2009年10月25日 |
| ○    | 児山佳宏               | 1R 4:27 KO（左フック→パウンド）           | CAGE FORCE 【CAGE FORCEライト級王座決定戦】                    | 2009年9月12日  |
| ○    | 永田克彦               | 1R 3:41 TKO（左フック→パウンド）          | CAGE FORCE                                                     | 2009年6月27日  |
| ○    | 小谷直之               | 2R 1:43 変形ネックロック                  | ZST.20                                                         | 2009年5月24日  |
| ○    | マーカス・ドナヒュー   | 失格（体重超過）                          | CAGE FORCE 10                                                  | 2009年4月25日  |
| ×    | 桜井"マッハ"速人       | 2R（10分/5分）終了 判定0-3                | DREAM.6 ミドル級グランプリ2008 決勝戦                          | 2008年9月23日  |
| ○    | 宮澤元樹               | 1R 8:57 TKO（出血によるドクターストップ） | DREAM.5 ライト級グランプリ2008 決勝戦                          | 2008年7月21日  |
| ×    | ジョナサン・グレ       | 2R 2:07 TKO（スタンドパンチ連打）         | UFC 83: Serra vs. St-Pierre 2                                  | 2008年4月19日  |
| ×    | チアゴ・アウベス       | 2R 4:04 TKO（膝蹴り）                     | UFC Fight Night: Thomas vs. Florian                            | 2007年9月19日  |
| ○    | フォレスト・ペッツ     | 5分3R終了 判定3-0                         | UFC Fight Night: Stevenson vs. Guillard                        | 2007年4月5日   |
| ×    | ジョン・フィッチ       | 5分3R終了 判定0-3                         | UFC 64: Unstoppable                                            | 2006年10月14日 |
| ○    | ヘナート・ヴェリッシモ | 2R 3:03 TKO（パウンド）                   | Rumble on the Rock 9                                           | 2006年4月21日  |
| ○    | ライアン・シュルツ     | 2R 1:40 腕ひしぎ十字固め                  | MARS in 有明                                                   | 2006年2月4日   |
| ○    | 和田拓也               | 1R 4:29 三角絞め                          | D.O.G IV                                                       | 2005年12月11日 |
| ×    | 青木真也               | 1R 2:10 TKO（左眉カット）                 | 修斗                                                           | 2005年11月6日  |
| ○    | ラミュナス・コマス     | 5分2R終了 判定                            | Shooto Lithuania: Bushido                                      | 2004年11月20日 |
| ○    | マーク・モレノ         | 1R 2:50 ネッククランク                    | SuperBrawl 29                                                  | 2003年5月9日   |
| ○    | ニック・ディアス       | 5分3R終了 判定2-1                         | 修斗                                                           | 2002年12月4日  |
| ○    | 徳岡靖之               | 5分2R終了 判定3-0                         | 修斗 【新人王トーナメント ミドル級 決勝】                      | 2002年11月15日 |
| ○    | 楠勇次                 | 2R 3:47 TKO（左眼負傷）                   | 修斗 SHOOTO GIG EAST 10 【新人王トーナメント ミドル級 準決勝】 | 2002年8月27日  |
| ×    | 原弘文                 | 1R 4:34 TKO（パンチ）                     | 修斗 SHOOTO GIG EAST 09                                        | 2002年5月28日  |
| ○    | 中山徹                 | 1R 3:10 三角絞め                          | 修斗 TREASURE HUNT 02                                          | 2002年3月13日  |
| ○    | 大河内貴之             | 5分2R終了 判定3-0                         | 修斗 SHOOTO GIG EAST 2001-06                                   | 2001年10月23日 |

### グラップリング
| 勝敗 | 対戦相手                   | 試合結果            | 大会名                    | 開催年月日    |
| ×    | マルコス・ソウザ           | ポイント4-10        | 大阪夏の陣 '06            | 2006年6月4日  |
| ○    | ジャン・ジャック・マチャド | ポイント3-0         | LA SUB X                  | 2006年5月26日 |
| ○    | 時任拓磨                   | 8分終了 ポイント    | Ground Impact 05          | 2004年9月19日 |
| ○    | 杉江"アマゾン"大輔         | 8分終了 ポイント5-0 | Ground Impact 03          | 2004年3月7日  |
| △    | 和田拓也                   | 5分2R終了 判定40-40 | The CONTENDERS 8 INFINITY | 2003年5月25日 |

### アマチュア総合格闘技
| 勝敗 | 対戦相手                 | 試合結果            | 大会名                                              | 開催年月日    |
| ×    | 菊地昭                   | 3分2R終了 判定41-44 | 第8回全日本アマチュア修斗選手権 【ミドル級 決勝】   | 2001年9月24日 |
| ○    | 岡田廣明                 | 4分1R終了 判定22-19 | 第8回全日本アマチュア修斗選手権 【ミドル級 準決勝】 | 2001年9月24日 |
| ○    | カール・タイラー         | 4分1R終了 判定27-13 | 第8回全日本アマチュア修斗選手権 【ミドル級 2回戦】  | 2001年9月24日 |
| ○    | ティモシー・ジャマティー | 3:48 ヒールホールド | 第8回全日本アマチュア修斗選手権 【ミドル級 1回戦】  | 2001年9月24日 |

### 柔術
| 勝敗 | 対戦相手 | 試合結果                      | 大会名                                    | 開催年月日     |
| ×    | 青木真也 | 3:17 跳びつき腕ひしぎ十字固め | COPA reversal 2004 〜FESTA DO JIU-JITSU〜 | 2004年11月28日 |

### キックボクシング
| 勝敗 | 対戦相手                   | 試合結果                          | 大会名                                                         | 開催年月日     |
| ×    | アンディ・サワー           | 3R終了 判定0-3                    | SHOOT BOXING 30th ANNIVERSARY GROUND ZERO TOKYO 2015           | 2015年12月1日  |
| ×    | アンディ・サワー           | 3R 0:32 TKO（タオル投入）         | SHOOT BOXING S-cup世界トーナメント2014                         | 2014年11月30日 |
| ○    | ボーウィー・ソーウドムソン | 2R 2:14 KO（右ストレート）        | SHOOT BOXING GROUND ZERO TOKYO 2013                            | 2013年11月16日 |
| ×    | 鈴木悟                     | 1R 1:55 TKO（右フック）           | SHOOT BOXING 2011 act.1 -SB166-                                | 2011年2月19日  |
| ○    | 黒木信一郎                 | 2R 2:24 KO（3ダウン：パンチ連打） | SHOOT BOXING 25TH ANNIVERSARY SERIES 開幕戦 維新-ISHIN- 其の壱 | 2010年2月13日  |

## 獲得タイトル
- 全日本アマチュア修斗選手権 ミドル級 準優勝（2001年）
- 修斗ミドル級新人王（2002年）
- 第3代CAGE FORCEライト級王座（2009年）
- 第11代修斗世界ウェルター級王座（2011年）